# Pat Nixon
Thelma Catherina Patricia Ryan Nixon (født 16. marts 1912, død 22. juni 1993) var Richard Nixons kone og USA's førstedame fra 1969-1974.
Hun blev født i Ely, Nevada under navnet Thelma Catherine Ryan, men fordi hun blev født kort før St. Patricks dag, fik hun hurtigt kaldenavnet Patricia eller i kort form Pat.
Hendes mor døde da hun kun var 13 år gammel og som 18-årig mistede hun sin far.